# Atanáz Orosz

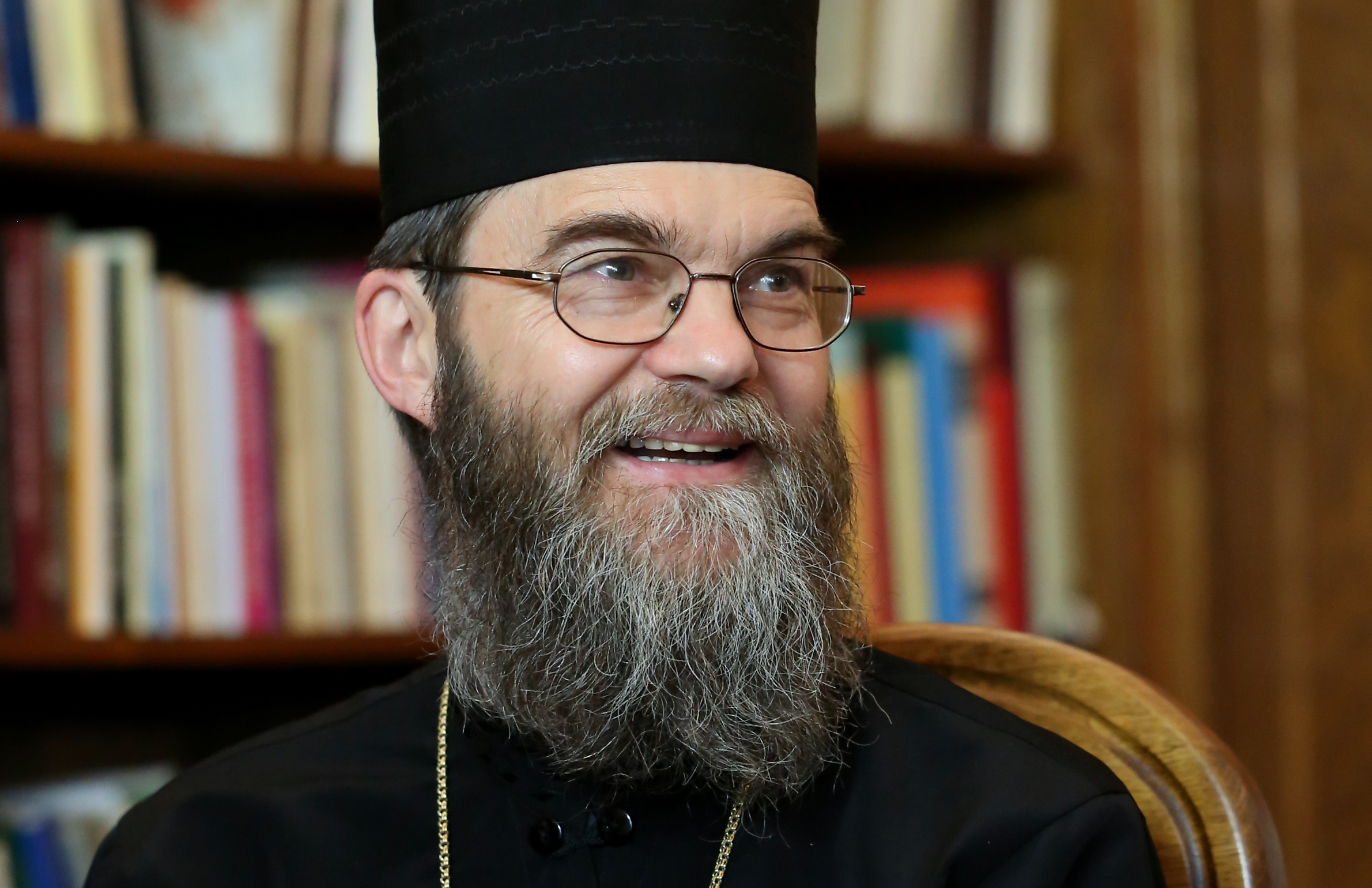
Bischof Atanáz Orosz

Atanáz Orosz (* 11. Mai 1960 in Nyíregyháza, Ungarn) ist ungarisch griechisch-katholischer Bischof von Miskolc.

## Leben
Atanáz Orosz empfing am 4. August 1985 das Sakrament der Priesterweihe.
Am 5. März 2011 ernannte ihn Papst Benedikt XVI. zum Titularbischof von Panium und bestellte ihn zum ungarisch griechisch-katholischen Exarchen von Miskolc. Der Sekretär der Kongregation für die orientalischen Kirchen, Kurienerzbischof Cyril Vasiľ SJ, spendete ihm am 21. Mai desselben Jahres die Bischofsweihe; Mitkonsekratoren waren der Erzbischof der Erzeparchie Prešov, Ján Babjak SJ, und der Bischof von Hajdúdorog, Fülöp Kocsis.
Am 20. März 2015 ernannte ihn Papst Franziskus zum ersten Bischof des zur Eparchie erhobenen Apostolischen Exarchates Miskolc. Zudem wurde Orosz zum Apostolischen Administrator der neu errichteten Eparchie Nyíregyháza bestellt. Am 31. Oktober 2015 wurde er durch Ábel Szocska OSBM als Apostolischer Administrator der Eparchie Nyíregyháza abgelöst.